# Samodzielny Batalion Partyzancki „Skała”
Samodzielny Batalion Partyzancki „Skała” – oddział partyzancki Kedywu Okręgu Kraków Armii Krajowej, sformowany w pierwszych dniach sierpnia 1944 roku w ramach akcji „Burza”. Liczył maksymalnie nieco ponad 500 żołnierzy, jego organizatorem i dowódcą był major Jan Pańczakiewicz ps. „Skała”, od którego batalion przyjął swą nazwę. Organizacyjnie wchodził w skład Grupy Operacyjnej „Kraków”, dowodzonej przez pułkownika Edwarda Godlewskiego ps. „Garda”.
Przygotowywany początkowo do wsparcia niedoszłego powstania w Krakowie, batalion operował w rejonie Miechowa, a na początku września został skierowany na pomoc powstańcom warszawskim. Stoczył liczne potyczki i bitwy z niemieckim wojskiem i policją oraz wspomagającymi ich oddziałami ukraińskimi i rosyjskimi. Największą była bitwa pod Złotym Potokiem 11 września, po której dowództwo zrezygnowało z przebijania się do Warszawy i zarządziło odwrót. Podzielony na trzy samodzielne oddziały partyzanckie batalion prowadził działalność dywersyjną w rejonie na północ od Krakowa i w samym mieście. Jego ostateczne rozwiązanie nastąpiło 15 stycznia 1945 roku, po wkroczeniu wojsk sowieckich i rozbrojeniu przez nich części partyzantów.

## Formowanie
24 czerwca 1944 roku, na naradzie oficerów krakowskiego Kedywu w Karniowie zapadła decyzja o utworzeniu w oparciu o działające już pod ich kontrolą oddziały partyzanckie o kryptonimach „Błyskawica”, „Huragan”, „Grom” i „Skok” dużej jednostki w sile batalionu. Po zatwierdzeniu tej decyzji przez dowództwo Okręgu Kraków na jej organizatora i dowódcę wyznaczono majora Jana Pańczakiewicza, ps. „Skała”, a na miejsce koncentracji okolice Kocmyrzowa. Początkowo oddział miał nosić nazwę Batalionu Szturmowego nr 299.
Oddziały docierały na miejsce formowania batalionu pomiędzy 31 lipca a 8 sierpnia 1944 roku. Poza ich żołnierzami w skład nowo tworzonej jednostki weszli członkowie terenowych oddziałów Armii Krajowej, zaciąg ochotniczy oraz grupa około 30 dywersantów z Krakowa, dowodzona przez porucznika Czesława Skrobeckiego. Wśród żołnierzy batalionu było kilku uczestników udanej ucieczki z Auschwitz 14 lipca 1944 roku oraz około dziesięciu partyzantów radzieckich. 10 sierpnia pułkownik Edward Godlewski ps. „Garda”, dotychczasowy komendant krakowskiego Okręgu AK, wydał Rozkaz Operacyjny nr 1, w którym przedstawiał strukturę organizowanej i dowodzonej przezeń Grupy Operacyjnej, wcielający do niej tworzoną jednostkę pod nową nazwą Samodzielnego Batalionu Partyzanckiego „Skała”, od pseudonimu jej dowódcy.

## Struktura
Samodzielny Batalion Partyzancki „Skała” dzielił się na trzy kompanie, po trzy plutony każda:
- I kompania „Huragan”, oparta na kadrach Oddziału Partyzanckiego „Huragan”, dowódca kapitan Mieczysław Cieślik, ps. „Koral”
- II kompania „Błyskawica”, oparta na żołnierzach Oddziału Partyzanckiego „Błyskawica”, dowódca kapitan Ryszard Nuszkiewicz, ps. „Powolny” – cichociemny
- III kompania „Grom – Skok”, złożona głównie z żołnierzy Oddziałów Partyzanckich „Grom” i „Skok”, dowódca porucznik Maksymilian Klinicki, ps. „Wierzba” – cichociemny[3]

Ponadto w skład batalionu wchodziły: pluton specjalny minersko-dywersyjny pod dowództwem porucznika Zygmunta Kaweckiego, ps. „Mars”, pluton łączności, oddziały zwiadu konnego i rowerowego oraz sekcja sanitarna i tabory. Dowodził major Jan Pańczakiewicz, jego adiutantem był kolejny cichociemny, porucznik Henryk Januszkiewicz, ps. „Spokojny”. Kapelanem batalionu (od późnej jesieni 1944 roku) był ksiądz Ludwik Mucha, hubalczyk.
Po sformowaniu stan osobowy batalionu przekraczał 500 osób, w tym 28 oficerów. Stan uzbrojenia nie pozwalał jednak na wyposażenie w broń każdego z żołnierzy.

## Działalność bojowa

### Pierwsze starcia
Samodzielny Batalion Partyzancki „Skała” został sformowany dla wsparcia z zewnątrz planowanego w ramach akcji „Burza” powstania w Krakowie. Jednak na skutek zatrzymania ofensywy wojsk radzieckich na linii Wisły i Wisłoki nie doszło ono do skutku. W tej sytuacji, wobec wzrastającego zagrożenia ze strony Niemców, w połowie sierpnia dowództwo zdecydowało o wymarszu na północ, w kierunku Dziemięrzyc. Wcześniej, 7 sierpnia, batalionowa placówka stoczyła w pobliżu Mogiły potyczkę z niemieckimi lotnikami, zabijając jednego z nich. Następnego dnia zdobyto na Niemcach samochód.
17 sierpnia partyzanci dokonali rekwizycji produktów żywnościowych z mleczarni w Racławicach. Tego samego dnia w Dziemięrzycach zidentyfikowano dwóch Polaków – konfidentów gestapo, którzy wcześniej zdekonspirowali placówkę AK w przedsiębiorstwie, w którym pracowali, doprowadzając do aresztowań i rozstrzelań zatrzymanych. Rozpoznani zostali skazani przez sąd polowy na karę śmierci. Wyrok wykonano.
Po kilkudniowym marszu, 20 sierpnia batalion dotarł w okolice wsi Sadki. Pięciu partyzantów i sanitariuszka z kompanii „Grom – Skok” jechało zdobytym samochodem, ubezpieczając z prawej flanki trasę przemarszu. W pobliżu Gór Miechowskich natknęli się na żołnierzy oddziału Stanisława Jazdowskiego „Żbika” ze 106 Dywizji Piechoty AK, toczących bitwę z Niemcami. Natychmiast włączyli się do walki, w której Niemcy stracili dziesięciu zabitych i dwa samochody, a Polacy dwóch poległych, w tym „Żbika”. Także 20 sierpnia trzyosobowy patrol konny zdobył w Górach Miechowskich na Niemcach jadących motocyklem dwa karabiny i trzy granaty.
21 sierpnia major Pańczakiewicz otrzymał od miejscowych oddziałów AK informację, że Ukraińcy z oddziałów kolaborujących z Niemcami rozpoczęli pacyfikację wsi Zaryszyn. Zaalarmowani partyzanci dotarli w pobliże miejscowości i rozpoczęli natarcie, które spowodowało błyskawiczny odwrót przeważającego liczebnie przeciwnika i uratowało mieszkańców wsi oraz ich dobytek. 26 sierpnia w potyczce z niemieckimi żołnierzami na szosie Kraków – Warszawa zdobyto samochód ciężarowy, pewną ilość broni oraz mapy terenu. Dwa dni później Ukraińcy rozpoczęli, w sile około 700 ludzi, akcję odwetową w Zaryszynie. Wykryci przez zwiad terenowy, zostali zaatakowani przez batalion i zepchnięci w stronę Krzeszówki, gdzie ponieśli poważne straty. Tylko brakowi kontaktu ze 106 Dywizją Piechoty AK, do której nie dotarł wysłany na motocyklu łącznik, rozbity przeciwnik zawdzięczał wydostanie się z pułapki zastawionej przez partyzantów.
30 sierpnia Niemcy, zagrożeni działalnością batalionu w rejonie ważnej szosy Kraków – Warszawa, przystąpili do kontrakcji. Partyzancki patrol został w Sadkach ostrzelany z broni maszynowej, tracąc trzech ludzi. Trzech kolejnych zginęło zaskoczonych w innym rejonie, było kilku rannych. Wobec tego major Pańczakiewicz zdecydował się na przerwanie okrążenia natarciem w kierunku Lasów Sancygniowskich. Udało mu się to i batalion bezpiecznie dotarł w rejon wsi Wodacz, leżącej w kompleksie lasów dóbr Książ Wielki.

### Marsz ku Warszawie i bitwa pod Złotym Potokiem
2 września dowódca batalionu „Skała” otrzymał zgodę na wyruszenie z pomocą walczącej Warszawie. Wymagało to reorganizacji oddziału, pozostawienia na miejscu większości taborów, służb sanitarnych oraz starszych wiekiem bądź niezdolnych do długiego marszu. Część żołnierzy batalionu była niechętna przedsięwzięciu, wolała pozostać walcząc na rodzinnej ziemi bądź sprzyjającym działaniom partyzanckim Podhalu. Wyruszono wieczorem następnego dnia, w sile około 450 ludzi. Linie kolejową Kraków – Warszawa przekroczono ze szczególną ostrożnością, unikając stacjonujących w Tunelu i Kozłowie garnizonów niemieckich.
4 września 25-osobowy pluton z kompanii „Grom – Skok” stoczył pod Mstyczowem potyczkę z niemieckimi lotnikami, zabijając trzech z nich i raniąc dwóch dalszych bez strat własnych. Unikając spodziewanej kontrakcji przeciwnika, nocą batalion opuścił niebezpieczną okolicę. Po kilku dniach forsownych marszów żołnierze dotarli w rejon Szczekocin. Tutaj 25 (według innego źródła ponad 30) z nich, niezdolnych z różnych powodów do dalszej drogi, pozostało w terenowym oddziale partyzanckim Eugeniusza Smarzyńskiego, ps. „Malinowski”. W nocy z 10 na 11 września batalion dotarł do lasów nieopodal Złotego Potoku, do miejsca zwanego Kaczymi Błotami, gdzie wcześniej swe obozowisko mieli miejscowi partyzanci.
Major Pańczakiewicz, w towarzystwie adiutanta porucznika Henryka Januszkiewicza, szefa patrolu BiP podporucznika Zygmunta Kmity ps. „Piotr”, trzech konnych zwiadowców i łącznika, udał się do odległej o kilka kilometrów gajówki, gdzie miał się spotkać z dowódcą 7 Dywizji Piechoty AK, pułkownikiem Gwidonem Kawińskim ps. „Czesław”. Dowodzenie batalionem przekazał kapitanowi Mieczysławowi Cieślikowi, który, będąc niedysponowanym, zdał je z kolei kapitanowi Ryszardowi Nuszkiewiczowi. Po przejechaniu kilkuset metrów sztab i jego osłona natknęli się na oddział przeciwnika. Zginęli podporucznik Kmita i jeden ze zwiadowców, pozostałym udało schronić się w lesie, ale zostali odcięci od batalionu.
11 września Niemcy oraz wspomagające ich oddziały kolaborujące, głównie rosyjskie, rozpoczęli akcję przeciwko partyzantom Kielecczyzny. Około 4000 żołnierzy, w tym kozacka kawaleria, miało przeczesywać lasy w okolicach Złotego Potoku, w tym obozowisko na Kaczych Błotach. Kapitan Nuszkiewicz, nie znający siły przeciwnika, ustawił batalion na pozycjach obronnych. Pierwszy atak Niemców został skierowany na pozycje obronne kompanii „Huragan”, kolejny na pozycje kompanii „Grom – Skok”. Oba zostały odparte za cenę znacznych strat własnych. Po południu jednak Niemcy dotarli do nowych pozycji obronnych, a nawet do stanowiska kapitana Nuszkiewicza. Jednak, także dzięki jego znakomitej postawie, obrona batalionu nie załamała się, co umożliwiło partyzantom oderwanie się od nieprzyjaciela i wycofanie z niebezpiecznego lasu. Po przekroczeniu szosy Janów – Przyrów znaleźli się w bezpieczniejszym, odległym od miejsca bitwy lesie, w którym stacjonował ponadto oddział partyzancki podporucznika Jerzego Kurpińskiego, ps. „Ponury”.
W czasie siedmiogodzinnej bitwy zginęło 12 partyzantów, ciężko rannych było trzech dalszych, utracono tabory i sprzęt łączności. Straty niemieckie wyniosły 68 zabitych i około 120 rannych.

### Dalsze działania
Po bitwie pod Złotym Potokiem, pod nieobecność zagubionego w lesie majora Pańczakiewicza, zdecydowano o rezygnacji z marszu na Warszawę i zawróceniu w kierunku Krakowa. Z oddziału zwolniono około 60 ochotników i ludzi nie posiadających broni, po czym wyruszono do Prądnika Korzkiewskiego. Przez następne dni zdekompletowany batalion odpoczywał, co kilka dni zmieniając miejsce postoju i unikając niemieckich obław. 10 października powrócił i objął dowodzenie major Pańczakiewicz, przyprowadzając ze sobą dwie drużyny, które pod Złotym Potokiem utraciły kontakt z siłami głównymi. Dwa dni później patrol w sile 25 ludzi pod dowództwem Kazimierza Lorysa „Zawały” zajął i unieruchomił pracujący na potrzeby Niemców młyn we wsi Waganowice, zabierając z niego żywność oraz skórzane pasy transmisyjne, które posłużyły do naprawy zniszczonego partyzanckiego obuwia.
4 listopada siedmiu partyzantów oraz łączniczka batalionu, będący bez broni i w cywilnych ubraniach, zostali zamordowani we wsi Pieczonogi przez niemieckich żandarmów dowodzonych przez Leutnanta Wilhelma Baumgartena (komendanta żandarmerii na region miechowski) ze Stützpunktu w Dalewicach. Prawdopodobnie pijani, jadący bryczką żandarmi zaczęli bez ostrzeżenia strzelać do idących pieszo Polaków, a po ich zabiciu pozostawili ciała zlecając ich pochowanie miejscowym chłopom. Nazajutrz partyzanci ekshumowali zwłoki, a po ich identyfikacji pochowali je ponownie z należną czcią. W dowództwie batalionu zapadła decyzja o odwecie na zbrodniarzu, rozpoczęto przygotowanie akcji i rozpoznanie terenu, które prowadził podporucznik Zygmunt Kawecki „Mars”.
W tym czasie, w związku z nadchodzącą zimą, przeprowadzono kolejną reorganizację batalionu, dzieląc go na trzy niezależne oddziały partyzanckie, podporządkowane majorowi Pańczakiewiczowi: OP „Błyskawica” (dowódca podporucznik Bogusław Fiszer ps. „Bolek”), OP „Huragan” (dowódca podporucznik Zbigniew Kwapień ps. „Kuba”), OP „Grom – Skok” (dowódca podporucznik Czesław Ciepiela ps. „Karp”). Każdy liczył około 30 ludzi. Oddziały działały i kwaterowały niezależnie. Pozostałych członków batalionu, przede wszystkim tych, którym nie groziło aresztowanie, urlopowano i rozesłano do domów. Kilkunastu dawnych żołnierzy Kedywu powróciło do Krakowa, gdzie podjęli działalność dywersyjną. Ich dziełem była między innymi rekwizycja kilkunastu milionów złotych z drukarni Banku Emisyjnego przy ul. Berka Joselewicza, przeznaczonych na potrzeby ruchu oporu.
4 grudnia dziesięcioosobowy patrol dowodzony przez porucznika Kaweckiego wyruszył ze wsi Wrocimowice, kierując się na Dalewice. W miejscowości Kąty zamelinowali się w gospodarstwie rodziny Wabików. Spędzili tam cały dzień i następną noc. Około południa 6 grudnia otrzymali wiadomość (od „Poznaniaka”, tłumacza współpracującego z polskim podziemiem), że Baumgarten z niewielkim oddziałem żandarmów przyjechał do Kątów i znajduje się w jednym z gospodarstw. Partyzanci zaskoczyli żandarmów terroryzujących mieszkańców, zabijając Baumgartena i trzech żandarmów. Ranny został jeden z atakujących, w strzelaninie zginął również gospodarz obejścia. Zabicie kapitana żandarmerii, mającego na koncie wiele zbrodni przeciwko polskiej ludności, odbiło się szerokim echem w okolicy, przynosząc partyzantom dużą popularność.
12 grudnia patrol z OP „Błyskawica” zaatakował niemiecki pociąg wiozący cukier z Kazimierzy Wielkiej. Rozbrojono eskortę i skonfiskowano około 100 furmanek przewożonego cukru. Tydzień później patrol z OP „Grom – Skok” rozbroił trzech strażników kolejowych (bahnschutzów), 22 grudnia inny patrol rozbroił trzech Niemców w Teresinie. W Wigilię czwórka partyzantów rozbroiła w Kościelcu czterech Niemców, puszczając ich w samej bieliźnie. Tego samego dnia dwaj przebywający na urlopie w Krakowie partyzanci: Karol Szymoniak „Lolek” i Sławomir Karwat „Sławek” zastrzelili dwóch próbujących ich wylegitymować policjantów, a uciekając zniszczyli granatem policyjny samochód. Wieczorem rozbroili trzech bahnschutzów, a wracając po Świętach do oddziału ośmieszyli Niemca pilnującego polskich robotników przymusowych.
27 grudnia pod Kościelcem patrol partyzantów stoczył potyczkę z Niemcami, zabijając trzech z nich i zdobywając pewną ilość broni. Następnego dnia rozbrojono czterech kolejnych Niemców w Boronicach. W styczniu członkowie Kedywu działający w Krakowie zajmowali się przecinaniem przewodów elektrycznych wiodących do betonowych bloków, mających po eksplozji zlokalizowanych tam ładunków wybuchowych zablokować drogi do miasta nacierającym wojskom radzieckim. Wyróżnił się przy tym zwłaszcza podchorąży Andrzej Rozmarynowicz, ps. „Andrzej”, który 15 stycznia rozbroił bunkry przy ul. Grodzkiej, Placu Dominikańskim i Placu Wszystkich Świętych.
15 stycznia 1945 roku OP „Grom – Skok” został w Pałecznicy rozbrojony przez wojska sowieckie. Na wieść o tym członkowie obu pozostałych oddziałów, „Błyskawicy” i „Huragana” zostali, po zamelinowaniu broni i przebraniu się w cywilne ubrania, rozpuszczeni do domów.
Straty osobowe Samodzielnego Batalionu Partyzanckiego „Skała” w czasie jego działalności wyniosły 37 ludzi poległych w walce lub zamordowanych przez Niemców. Były wśród nich dwie kobiety.

## Powojenne losy członków Batalionu
Wielu żołnierzy „Skały”, w tym dowódca batalionu, było po wojnie represjonowanych i więzionych. Trafili do sowieckich łagrów i więzień UB, byli torturowani i inwigilowani, utrudniano im dostęp do uczelni i stanowisk. Pomimo tego wielu z nich osiągnęło w powojennym życiu godne miejsce. Członkami Samodzielnego Batalionu Partyzanckiego „Skała” byli między innymi:
- Władysław Dudek – inżynier, profesor Akademii Górniczo-Hutniczej
- Józef Fiszer – inżynier, dyrektor Instytutu Inżynierii i Gospodarki Wodnej Politechniki Krakowskiej
- Zbigniew Gertych – ekonomista i agrotechnik, członek Polskiej Akademii Nauk, poseł na Sejm PRL, wicepremier
- Zygmunt Kawecki – inżynier, profesor Akademii Górniczo-Hutniczej
- Ryszard Henryk Kordek – inżynier, dyrektor Ośrodka Badawczo-Rozwojowego Budownictwa Węglowego, autor książki Blizny krwawią
- Kazimierz Kowalski – zoolog, członek Polskiej Akademii Nauk
- Wojciech Niedziałek – socjolog, alpinista, rzeźbiarz, działacz pierwszej „Solidarnosci”
- Władysław Ptak – inżynier, profesor Akademii Górniczo-Hutniczej, członek Polskiej Akademii Nauk
- Lech Michał Rościszewski – architekt, profesor Politechniki Śląskiej, Sprawiedliwy wśród Narodów Świata[14]
- Andrzej Rozmarynowicz – adwokat, senator RP
- Jerzy Schroeder – chemik, profesor Politechniki Wrocławskiej
- Ryszard Świętanowski – prawnik, polityk, dyplomata
- Jerzy Wykręt-Semilski – publicysta czasopism „Ekran”, „Film”, „Myśl Polska”, autor książki Owoc zakazany
- Wiesław Zapałowicz – inżynier, profesor Akademii Górniczo-Hutniczej

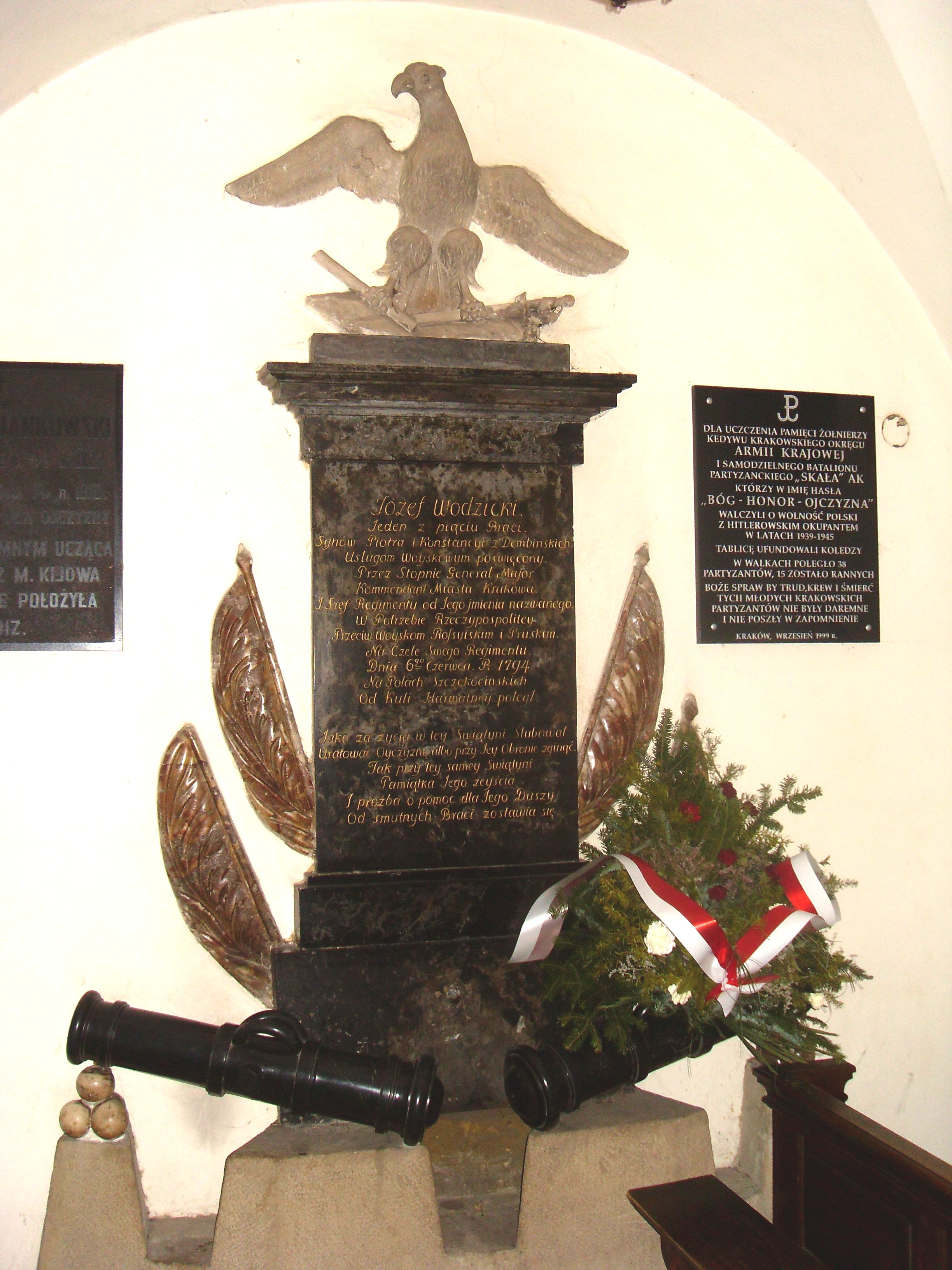
Tablica upamiętniająca (po prawej) w kościele kapucynów

## Upamiętnienie
Środowisko byłych „Skałowców” i członków krakowskiego Kedywu (formalnie Środowisko Żołnierzy Kedywu i Batalionu Partyzanckiego „Skała” AK) było po wojnie, pomimo prześladowań i szykan, aktywne i silnie ze sobą związane. Głównie ich staraniem powstały liczne pomniki i tablice upamiętniające działalność batalionu, między innymi w Pieczonogach, pod Sadkami, w kościele w Złotym Potoku, Radziemicach, Prądniku Korzkiewskim, Lasach Sancygniowskich i lesie pod Złotym Potokiem, krakowskim kościele kapucynów. W Krakowie znajduje się także ulica Samodzielnego Batalionu Partyzanckiego „Skała”.
Nakładem Wydawnictwa „Skała”, prowadzonego przez środowisko krakowskiego Kedywu, ukazało się kilkanaście książek i broszur poświęconych walce batalionu i losom jego członków. Spotkania żyjących jeszcze byłych członków batalionu oraz ich rodzin, przyjaciół i sympatyków odbywają się w sobotę/niedzielę najbliższą 11 września – rocznicy bitwy pod Złotym Potokiem. W 2012 roku patronat nad spotkaniem objęło Muzeum Armii Krajowej im. Generała Emila Fieldorfa - Nila.